# Хатта Раджаса
Мухамма́д Ха́тта Раджа́са (индон. Muhammad Hatta Rajasa, Muhammad Hatta Radjasa), более известный как Хатта Раджаса (род. 18 декабря 1953 года, Палембанг) — индонезийский государственный и политический деятель. Министр-координатор (член правительства, курирующий несколько министерств) по вопросам экономики Индонезии (2009—2014), министр транспорта Индонезии (2004-2009), государственный министр науки и технологий Индонезии (2001-2004). Генеральный секретарь, т.е. заместитель председателя (2000-2005) и председатель (с 2010) Партии национального мандата.
Является председателем индонезийской части Межправительственной Российско-Индонезийской комиссии по торгово-экономическому и техническому сотрудничеству (председатель российской части МПК — заместитель Председателя Правительства Российской Федерации Д. О. Рогозин).

## Биография
Родился 18 декабря 1953 года в Палембанге. По национальности — малаец. Окончил Бандунгский технологический институт по специальности «инженер-нефтяник». Состоял в антикоммунистической молодёжной организации Учащиеся мусульмане Индонезии.
- 1975—1978 — полевой техник в компании PT. Bina Patra Jaya.
- 1980—1983 — вице-менеджер по техническим вопросам в компании PT. Meta Epsi.
- 1983—2000 — президент и директор компании Arthindo.
- 1999—2000 — лидер фракции Партии реформ в Совете народных представителей.
- 2000—2005 — генеральный секретарь (второе лицо в партийной иерархии) Партии национального мандата.
- 2001—2004 — государственный министр науки и технологий (Кабинет взаимопомощи[англ.])[3][4].
- 2004—2007 — министр транспорта (Кабинет единой Индонезии[англ.])
- 2007—2009 — государственный секретарь (Кабинет единой Индонезии[англ.])
- с 2009 — министр-координатор по вопросам экономики (Второй кабинет единой Индонезии).
- с 2010 — председатель Партии национального мандата.

В ходе президентской кампании 2014 года был номинирован на пост главы государства возглавляемой им Партией национального мандата. Позже выдвигался кандидатом в вице-президенты Индонезии в паре с Прабово Субианто, однако их тандем уступил паре Джоко Видодо — Юсуф Калла.

## Награды
- Орден Звезды Махапутра 2 степени[5]

## Семья
Имеет детей: М. Реза Раджаса (индон. M. Reza Radjasa), Сити Руби Алия Раджаса (индон. Siti Ruby Aliya Radjasa), Азима Раджаса (индон. Azimah Radjasa), Рашид Раджаса (индон. Rasyid Radjasa). Является свояком президента Индонезии Сусило Бамбанга Юдойоно: его младшая дочь, Сити Руби Алия Раджаса, замужем за младшим сыном главы государства Эди Баскоро Юдойоно.